# Michael Hardinger
Michael Hardinger, född 30 november 1948 i Göteborg, är en svensk-dansk sångare och musiker (gitarr). 
Hardinger började först studera och arbeta inom handel, men var 1973 med och bildade musikgruppen Passport när gruppen utökades med Michael Bundesen släpptes Fed Rock/Tynd Blues. Efter att den släpptes började man sjunga en stor del av sina låtar på danska. 
Gruppen bytte namn till Shu Bi Dua med Hardinger som gitarrist. Vid sidan av arbetet i gruppen gav Hardinger ut ett antal soloskivor och komponerade musik för filmproducenten Ragner Grasten. Tillsammans med Rasmus Schwenger skrev han musiken till danska TV 2s julkalender Brøderne. Mortensen. Han hoppade av arbetet i gruppen Shu Bi Dua 1997 för att på heltid komponera musik och musiksnuttar till reklam och TV. 1998 släppte han soloskivan "Nede med øl". I mitten på 1980-talet funderade han på en internationell karriär och bosatte sig i London, men han räknade sin bostad i Köpenhamn som sin fasta bostad. I början av 1990-talet flyttade han till La Jolla utanför Los Angeles i Kalifornien där han driver musikproduktionsbolaget Full Moon och ett konstgalleri i San Diego.